# Gahns
Gahns är en högplatå i Österrike. Den ligger i förbundslandet Niederösterreich, i den östra delen av landet, 70 km sydväst om huvudstaden Wien. Högsta punkten på Gahns är Schwarzenberg som ligger 1 352 meter över havet. Närmaste större samhälle är Gloggnitz, 6 km sydost om Gahns. 